# Camponotus beebei
Camponotus beebei é uma espécie de inseto do gênero Camponotus, pertencente à família Formicidae.